# Weißkirchen an der Traun
Weißkirchen an der Traun è un comune austriaco di 3 345 abitanti nel distretto di Wels-Land, in Alta Austria.